# Stare Miasto (Zgierz)
Stare Miasto – jednostka pomocnicza gminy (osiedle) Zgierza położona w zachodnio-centralnej części miasta.

## Lokalizacja
Północną granicę osiedla stanowi linia kolejowa relacji Łódź Kaliska – Kutno – fragment od stacji kolejowej Zgierz Północ do skrzyżowania z ulicą Piątkowską. Od skrzyżowania linii kolejowej relacji Łódź Kaliska – Kutno z ulicą Piątkowską granica załamuje się
w kierunku południowym, biegnie lewym brzegiem ulicy Piątkowskiej (numery nieparzyste) do skrzyżowania z ulicą Elizy Orzeszkowej, która cała należy do osiedla Stare Miasto. Ulicą Elizy Orzeszkowej dochodzi do ulicy Łęczyckiej, skręca w ulicę Łęczycką i fragmentem
ulicy Łęczyckiej (do nr 24) dobiega do ulicy Łącznej. Skręca w ulicę Łączną, która nie należy do osiedla i poprzez Park Tadeusza Kościuszki dochodzi do ulicy Parkowej. Ulicą Parkową (nie należy do osiedla) łączy się z ulicą Henryka Dąbrowskiego i biegnąc wzdłuż lewego brzegu ulicy Henryka Dąbrowskiego (numery nieparzyste) dochodzi do ulicy Księdza Jerzego Popiełuszki. Ulicą Księdza Jerzego Popiełuszki (należy do osiedla) łączy się z ulicą Łódzką, skręca w ulicę Łódzką i fragmentem ulicy Łódzkiej należącym do osiedla dochodzi do skrzyżowania z ulicą Aleksandrowską. Fragmentem ulicy Aleksandrowskiej nie należącym do osiedla łączy się z ulicą Zachodnią (cała należy do osiedla) i wzdłuż ulicy Zachodniej dobiega do ulicy Polnej. Skręca w ulicę Polną (cała należy do osiedla) dochodzi do ul. Aleksandrowskiej (nie należy do osiedla) i fragmentem tej ulicy łączy się z ulicą Wiosny Ludów. Ulicą Wiosny Ludów (nie należy do osiedla) dobiega do ulicy Dalekiej, załamuje się w kierunku północno-zachodnim i przechodzi wzdłuż ulicy Dalekiej (nie należy do osiedla). Następnie załamuje się w kierunku północno-wschodnim i poprzez Las Krogulec łączy się z ulicą Jedlicką. Fragmentem ulicy Jedlickiej (nie należy do osiedla) dochodzi do ulicy Leopolda Staffa i biegnąc w kierunku południowym wzdłuż ulicy Leopolda Staffa (nie należy do osiedla) łączy się z ulicą Juliana Tuwima. Ulicą Juliana Tuwima (częściowo należy do osiedla) łączy się z ulicą Krzysztofa Kamila Baczyńskiego, a następnie biegnie wzdłuż cmentarza i załamując się w kierunku północno-wschodnim dochodzi do skrzyżowania ulic Konstantego Ildefonsa Gałczyńskiego i Bazylijskiej. Od skrzyżowania tych ulic skręca w kierunku północno-zachodnim i dobiega do stacji kolejowej Zgierz Północ będącej punktem początkowym opisu.

## Adres Rady Osiedla
Osiedle Stare Miasto w Zgierzu
95-100 Zgierz, Plac Jana Pawła II nr 16